# Microsoft Update
Microsoft Update（マイクロソフト アップデート）はマイクロソフトが提供するWindows、Microsoft Officeなどのソフトウェア、およびデバイスドライバのダウンロードと更新を行うためのウェブサイトである。主にセキュリティ更新やバグ修正等が行われる。
Windows Update（ウィンドウズ アップデート）はMicrosoft Updateの機能のうちWindows関連のみに限定されたものである。具体的にはWindows自身やWindowsに含まれるソフトウェア（Microsoft EdgeやWindows Media Playerなど）、デバイスドライバの更新を行える。
2006年7月から、Windows UpdateはWindows XP及びその後継のOSの標準の更新サービス、Microsoft Updateはオプションのサービスという扱いになった。

## 概要
Microsoft Updateは、対象製品（Microsoft Windows等）をウェブベースでソフトウェア更新するサービスである。重要なシステムコンポーネントの更新やサービスパック、セキュリティホール修正、パッチ、Windowsコンポーネントの無償アップグレード、.NET FrameworkやSilverlightのような追加コンポーネント、場合によってはデバイスドライバの更新、さらには一部のプログラムのベータバージョンが提供される。
大部分の更新・パッチは、公開と同時にMicrosoft Updateで更新可能となるが、マイクロソフトのウェブサイトから手動でダウンロードすることもできる。ただし企業内ネットワークや、Windowsを実行している大規模なサーバでは、Windows Server Update Servicesの方が有用となることもある。これは自動的にWindows Updateからパッチを取得し、クライアントコンピュータを自動的に更新させるものである。
Windows XP以前のMicrosoft UpdateとWindows Updateのウェブサイトではマイクロソフトのスクリプト言語であるVBScript及びJScriptが使われているため、Internet ExplorerもしくはIEコンポーネントブラウザが必要とされるが、Netscape Browser（Netscapeシリーズのバージョン8）も必要に応じてInternet ExplorerのHTMLレンダリングエンジンであるTridentを使用できるため対応できる。また、Mozilla FirefoxやOperaなどといったその他のWindows用ウェブブラウザでも、ActiveXを利用可能にするプラグインや拡張によって利用可能になっている。
なお、初代Xbox、Xbox 360はOSのバージョンの桁数カウントがWindowsと異なる。初代XboxはXbox Liveに対応させるために一度だけディスクなどからOSをバージョンアップさせることが可能である。Xbox 360はなぜかバージョン表記がすべて"2.0.XXXXX.0"で表記される仕様となっているが、Windows 2.X系列とは何の関係もないOSであり、初代Xboxから地続きで改良したOSであることを仄めかす表記となっている。

## 歴史
Windows Updateが最初に公開されたのは、Windows 98の発売時である。このときからWindows Updateは幾度かのバージョンアップを経ている。
2002年、マイクロソフトはSoftware Update Servicesを公開した。これはセキュリティパッチのダウンロードと配布を行うサーバコンポーネントであり、Windows 2000 Serverに導入できる。また、Windows 2000 Service Pack 3ではBITSが追加された。これはクライアント側のコンポーネントで、バックグラウンドでセキュリティアップデートを自動的にダウンロードしWindowsに適用するもので、Windows XPでは「自動更新」と呼ばれている。
2004年後半、Windows XP用にWindows Update 5が公開された。ここでは、Windows XP Service Pack 2やその他いくつかのアプリケーションに対してメジャーバージョンアップが公開された。
2005年にMicrosoft Updateのベータが公開された。Windows Updateの対象はWindows OSのみだったが、Microsoft Updateではマイクロソフトのほかの製品群にも対応し、新たにMicrosoft Office（Office XP/2003）とMicrosoft SQL Serverのアップデートを提供した。
2005年7月、Windows XPとWindows Server 2003でのMicrosoft UpdateとWindows Updateの利用にあたって正規Windows推奨プログラム（Windows Genuine Advantage）の適用が要求されるようになった。
2006年、Microsoft UpdateでWindows Defenderの配布を開始した。
2007年、5月9日に配布が開始された更新プログラムを、Vista以前のWindowsでダウンロードした場合、CPUの使用率が異常に上昇したり、インストールしたはずのプログラムが「更新済み」と見なされない不具合が起きた。この問題については、5月29日付の公式文書にて、対応策が発表されている。
2011年8月中盤、Windows Update バージョン4（v4）の閉鎖に従い現行のバージョン6（v6）にリダイレクトされる事案が発生。以前よりOSの判定でv6からv4にリダイレクトされる設定であったので、結果的に2つのページを行き来するループ現象に陥った。これによりWindows NT/98/Meなどのアップデートが事実上不可能となってしまった。
2013年11月に発売されたXbox OneではWindows式のOSが採用されたため、OSの再インストール（通常の使用方法では行う機会がない）やバージョンアップではWindows Updateと同じシーケンスが使用されるようになり、2015年までは"6.2.XXXXX.XXXX"(=Windows 8)、2015年以降は"10.0.1XXXX.XXXX"(=Windows 10)、2021年以降は"10.0.2XXXX.XXXX"(=Windows 11)のフォームウェアが配布されている。
2017年にはマイクロソフト公式サイトがHTTPSへ移行したことに伴い、それをフルサポートしていないInternet Explorer 8ではアクセスできなくなったため、Windows XPのアップデートも事実上不可能となった。

### Windows Vista以降
Windows Vista、およびWindows 7、Windows 8/8.1では、Windows Updateはウェブアプリケーションではなくなり、その機能は全てコントロールパネルに吸収された。Windows 10では、コントロールパネルから排除され、8から搭載された設定アプリに吸収されている。更にWindows Defenderの定義ファイルの更新、Windows Mail（Windows Vistaのみ）のジャンクメールフィルタの更新なども行われる。
Windows XP Service Pack 2以降の利用者のWindows Updateに対する共通する鬱憤として、自動更新がバックグラウンドで実行された後、10分おきに再起動が要求されるというものがあった。このダイアログは、そのとき利用者が使用中のアプリケーションよりも前面に表示される。
再起動が避けられない種類の更新の場合のみにそのようなダイアログが表示されるが、再びこのダイアログを表示するときを何時間・分後にするか（最大4時間後）指定できるようになっている。変更されたダイアログは他のアプリケーションより背後に隠れるようにもなった。
Microsoft Updateは相変わらずオプションであり、標準では使用されない状態になっている。
Windows Vista以降のWindows Updateは、Windowsのシステムファイルの更新に「Transactional NTFS」と呼ばれる機能を使う。更新中に予期せぬシャットダウンが行われた場合に、Windowsが元の状態に戻すことを支援する機能であり、ファイルシステムへの一連の変更が分解不能（アトミック）な操作である、すなわち中途半端な状態のままで終わることがないということを保障するものである。

## 論争と代案
Microsoft Updateの利用にWindows Genuine Advantage（正規Windows推奨プログラム）が必要なことが、プライバシー権（幸福追求権）との関係で論争を生んでいる。正規のWindows XPの複製を保持している場合、更新時に利用者のコンピュータを分析・特定する。逆に海賊版であった場合、通常より安価に正規品を購入できる機会が提供される。マイクロソフトは公式に、自動的なセキュリティの更新にWGAの認証を必要としないことを述べている。始めのうちは、パッチが当てられていないシステムの存在は海賊版の存在より損害が大きいという世論にマイクロソフトは押されていると思われ、WGAの認証をしないシステムでもWindows Updateを通じてのセキュリティ更新を受けられると信じられていた。しかしそうでない場合があったのである。
サードパーティーによる非公式なMicrosoft Updateの代替としてWindizUpdateなどがある。これは、WGAを必要とせず、ウェブブラウザに代わって更新を行うものである。ほかにはAutoPatcherなどWebブラウザを全く使わない種類のものもある。